# David Caspe
David Herbert Caspe (Chicago, 20 de outubro de 1978) é um cineasta e roteirista norte-americano, conhecido pela criação da série Black Monday, do Showtime.